# پناهگاه حیات وحش شیرکوه
پناهگاه حیات وحش شیرکوه یک پناهگاه حیات وحش با مساحت ۴۰۹۵۹ هکتار است که در استان یزد در ایران قرار دارد. این پناهگاه حیات وحش طبق مصوبهٔ شمارهٔ ۶۱۷ در تاریخ ۱۳۹۸/۱۰/۱۵ در فهرست مناطق تحت حفاظت سازمان محیط زیست ایران قرار گرفت.